# برو بياتشنزا 1919
إيه إس برو بياتشنزا 1919 (بالإيطالية: A.S. Pro Piacenza 1919)‏ هو نادي كرة قدم إيطالي مقره في بياتشنزا، بإقليم إميليا رومانيا. لعب النادي في دوري الدرجة الثالثة الإيطالي، الدرجة الثالثة، حتى 18 فبراير 2019 عندما تم استبعادهم من دوري الدرجة الأولى.